# Тимунь Микола Олексійович
Микола Олексійович Тимунь (нар. 3 лютого 1940, село Носківці, тепер Жмеринського району Вінницької області) — український радянський діяч, бригадир комплексної бригади докерів-механізаторів Одеського морського торгового порту, Герой Соціалістичної Праці (20.07.1984). Депутат Верховної Ради УРСР 11-го скликання.

## Біографія
Народився в селянській родині. Здобув середню спеціальну освіту.
З 1955 року — механізатор колгоспу імені Леніна Жмеринського району Вінницької області. Служив у Радянській армії.
Член КПРС з 1963 року.
З 1963 року — портовий робітник, з 1971 року — бригадир госпрозрахункової укрупненої комплексної бригади докерів-механізаторів № 208 Одеського морського торгового порту. Без відриву від виробництва у 1982 році закінчив Одеське морехідне училище.
З 1990-х років — стивідор у стивідорній компанії «Петрекс», потім заступник начальника комплексу з експлуатації, старший стивідор компанії «Новотех-термінал» міста Одеси.
Потім — на пенсії в місті Одесі.

## Нагороди
- Герой Соціалістичної Праці (20.07.1984)
- орден Леніна (20.07.1984)
- орден Трудового Червоного Прапора
- орден «Знак Пошани»
- золота медаль ВДНГ СРСР (1983)
- медалі
- лауреат Державної премії Української РСР (1982)
- заслужений транспортник України (1998)